# Jun-Muk Hwang
Jun-Muk Hwang (en coréen 황준묵 ; né le 27 octobre 1963) est un mathématicien  sud-coréen, spécialiste de géométrie algébrique et de géométrie différentielle complexe.

## Biographie
Hwang est le fils aîné du musicien gayageum Hwang Byungki et de la romancière Han Malsook.
Hwang fait des études de physique à l'Université nationale de Séoul jusqu'à la licence, puis à l'Université de Harvard . En 1993, il termine son Ph. D. sous la direction de Yum-Tong Siu avec une thèse intitulée Global nondeformability of the complex hyper quadric. De 1993 à 1996, il est professeur assistant à l'Université de Notre-Dame-du-Lac, de 1995 à 1996 chercheur postdoctoral à l' Institut de recherche en sciences mathématiques, puis professeur assistant à l'Université nationale de Séoul. Depuis 1999, il est professeur au Korea Institute for Advanced Study.
En 2020, il devient directeur fondateur du Center for Complex Geometry de l'Institute for Basic Science

## Recherche
Avec Ngaiming Mok, il a développé une théorie des variétés de tangentes rationnelles minimales, qui combine des méthodes de géométrie algébrique et de géométrie différentielle dans l'étude des courbes rationnelles sur les variétés algébriques. Il a appliqué cette théorie pour résoudre un certain nombre de problèmes sur les variétés algébriques couvertes par des courbes rationnelles.

## Prix et honneurs
En 2006, il est conférencier invité au Congrès international des mathématiciens (ICM) à Madrid  (titre de sa conférence : Rigidity of rational homogene spaces) et en 2014 il est conférencier plénier, avec une conférence intitulée  Mori geometry meets Cartan geometry: Varieties of minimal rational tangents au ICM à Séoul .
- 2012 : Fellow de American Mathematical Society
- 2009 : Prix Ho-Am en sciences de la The Ho Am Foundation
- 2007 : Fellow de l'Académie coréenne des sciences et de la technologie
- 2006 : Meilleur ingénieur-scientifique de Corée, ministère des Sciences et de la Technologie
- 2006 : Prix du scientifique de l'année, Assemblée nationale coréenne
- 2001 : Prix scientifique coréen, ministère des Sciences et de la Technologie
- 2000 : Prix pour un excellent article de la Société mathématique coréenne[6]

## Publications (sélection)
- « Nondeformability of the complex hyperquadric », Invent. Math., vol. 120, no 2,‎ 1995, p. 317–338.
- avec Ngaiming Mok, « Unirulated projective manifolds avec irreducible reductive G-structures », J. Reine Angew. Math., vol. 490,‎ 1997, p. 55-64.
- avec Ngaiming Mok, « Rigidity of irreducible Hermitian symmetric spaces of the compact type under Kähler deformation », Invent. Math., vol. 131, no 2,‎ 1998, p. 393–418.
- avec Ngaiming Mok, « Holomorphic maps from rationally homogeneous spaces of Picard number 1 onto projective manifolds », Invent. Math., vol. 136, no 1,‎ 1999, p. 209–231.
- avec Ngaiming Mok, « Finite morphisms on Fano manifolds of Picard number 1 which have rational curves avec trivial normal bundles », J. Algebraic Geom., vol. 12, no 4,‎ 2003, p. 627–651.
- avec Ngaiming Mok, « Birationality of the tangent map for minimal rational curves », Asian J. Math., vol. 8, no 1,‎ 2004, p. 51–63.
- avec Ngaiming Mok, « Prolongations of infinitesimal linear automorphisms of projective varieties and rigidity of rational homogeneous spaces of Picard number 1 under Kähler deformation », Invent. Math., vol. 160, no 3,‎ 2005, p. 591–645.
- « Base manifolds for fibrations of projective irreducible symplectic manifolds », Invent. Math. 174, no 3,‎ 2008, p. 625-644.
- avec  Baohua Fu, « Classification of non-degenerate projective varieties avec non-zero extension and application to target rigidity », Invent. Math., vol. 189, no 2,‎ 2012, p. 457–513.
- avec Richard M. Weiss, « Webs of Lagrangian tori in projective symplectic manifolds », Invent. Math., vol. 192, no 1,‎ 2013, p. 83–109.